# Separadas
Separadas es una telenovela argentina producida por Pol-ka Producciones para El Trece que se estrenó el 20 de enero de 2020 y finalizó el 19 de marzo de 2020. Fue escrita por Marta Betoldi, Esteban Del Campo y Josefina Licitra y dirigida por Martín Saban y Sebastián Pivotto. Estuvo protagonizada por Celeste Cid, Marcela Kloosterboer, Agustina Cherri, Mónica Antonópulos, Julieta Zylberberg, Gimena Accardi y Julieta Nair Calvo, coprotagonizado por Mariano Martínez, Sebastián Estevanez, Ludovico Di Santo, Maxi Iglesias, Victorio D'Alessandro, Andrés Gil, y contó con las participaciones antagónicas de Viviana Saccone y Laura Azcurra.
El 19 de marzo de 2020 se interrumpieron sus grabaciones y el 11 de mayo de 2020, la productora decidió ponerle punto final a la tira a raíz de la pandemia de COVID-19, quedando la ficción inconclusa con sólo 36 capítulos emitidos.

## Argumento
Siete mujeres se ven afectadas, en diferente medida, por un fraude inmobiliario que las sume en una profunda crisis y las deja al borde del abismo.
Fausto Valdez, el arquitecto y artífice de esta estafa millonaria, huye del país sin importarle que, entre el tendal de víctimas que ha dejado, se encuentran personas de su círculo más íntimo: Clara, su esposa y madre de sus dos hijos, queda quebrada anímica y económicamente; Martina, hermana menor de Clara, implicada en este delito por ser copropietaria (junto con Clara) del terreno donde se construyeron los cimientos del edificio (ahora en litigio) y del local que se vendía como amenity del emprendimiento. Luján, representante legal y amante de Fausto, se ve compelida a  dejar el estudio jurídico que tenía junto a su socio.
Pero además, otras mujeres deberán enfrentar los embates de este latrocinio: Romina, una oficial de policía, es separada de su trabajo como administrativa para oficiar de custodia de la obra, que tiene un área comercial ya habilitada: un bar, un gimnasio y una florería, de los que Martina y Clara también son dueñas.  Paula, damnificada directa de la estafa, pierde todos los ahorros de su hija, que fueron destinados a la compra de una unidad en el edificio en cuestión. Carolina e Inés confiaron también en el proyecto: invirtieron la totalidad de la herencia que les había dejado su madre y ahora quedaron en la ruina.
Cuando la estafa cobra notoriedad, la forma de reducir daños que encuentra Martina - que se siente culpable, además de ser legalmente responsable por las maniobras oscuras de Fausto- es realizar una división del local para que los damnificados puedan recuperar el dinero perdido. Las únicas que aceptan son Paula, Inés y Carolina. El resto seguirá adelante con el juicio
Con el fraude y la partida de Fausto, Clara pierde a su marido; Martina debe ocuparse del local, hecho que la hará  distanciarse de su mayor pasión: ser DJ; Luján se queda sin estudio jurídico; Romina se aleja de su zona de confort, el trabajo en una dependencia policial; Paula debe virar lentamente hacia una vida más adulta; e Inés y Carolina tendrán que replantear su vida en común, puestas a convivir no solo en la casa sino también en el ambiente laboral.
Separadas de lo que era un modelo de vida estable - y ahora vinculadas a partir de un hombre que lo derrumbó todo - estas mujeres se irán poniendo de pie y pronto descubrirán que, unidas, podrán hacerle frente a la adversidad.

## Elenco
- Agustina Cherri como Romina Baldi
- Marcela Kloosterboer como Luján Alcorta
- Celeste Cid como Martina Rivero
- Mónica Antonópulos como Clara Rivero
- Julieta Zylberberg como Paula Kaplan
- Gimena Accardi como Carolina Fernández
- Julieta Nair Calvo como Inés Fernández
- Mariano Martínez como Diego Pereyra / Joaquín Osorio
- Sebastián Estevanez como Miguel Cardozo
- Maxi Iglesias como Felipe Iriarte / Francisco Azcurra
- Ludovico Di Santo como Pedro Moret
- Victorio D'Alessandro como Nicolás Alonso
- Andrés Gil como Andrés Saavedra
- Iair Said como Gabriel Morales
- Viviana Saccone como Renata Soria
- Laura Azcurra como Victoria Lorca
- Fabio Di Tomaso como Matias Santamaría
- Paula Grinszpan como Natalia
- Marco Antonio Caponi como Fausto Valdez
- Laura Laprida como Lena
- Tomás Benítez como Benicio Valdez Rivero
- Nicolás Lorenzón como Sebastián Valdez Rivero
- Connie Ballarini como Magui
- Mariano Saborido como Facundo
- Azul Araya como Roma Santamaría Kaplan
- Bruno Pedicone como Maxi
- Rodrigo Raffetto como Julián
- Clara Corrado como Camila Paloma Cardozo
- Gustavo Conti como Antonio
- Olivia Martínez como Micaela Osorio Lorca (hija verdadera de Mariano Martinez)
- Romina Giardina como Vanesa
- Gustavo Bassani como Agustín
- Stephanie Petresky como Juana Vázquez
- Sofía Elliot como Lola
- Nicolás Pauls como David Cruciani
- Agustín Sierra como Franco
- Edgardo Moreira como Vega
- Pablo Seijo como Riccardi
- Darío Barassi como Fabio